# 사랑할 때와 죽을 때 (1958년 영화)
사랑할 때와 죽을 때(A Time To Love And A Time To Die)는 미국에서 제작된 더글라스 서크 감독의 1958년 드라마, 멜로/로맨스, 전쟁 영화이다. 에리히 마리아 레마르크의 동명의 소설을 바탕으로 제작되었다. 존 게빈 등이 주연으로 출연하였고 로버트 아서 등이 제작에 참여하였다.

## 출연

### 주연
- 존 게빈
- 릴로 펄버

### 조연
- 조크 마호니
- 돈 드포
- 키넌 윈

## 제작진
- 원작자: 에리히 마리아 레마르크
- 미술: 알렉산더 골릿즌
- 미술: 알프레드 스위니